# ТЕС Конін
ТЕС Конін – вугільна теплова електростанція у центральній частині Польщі.

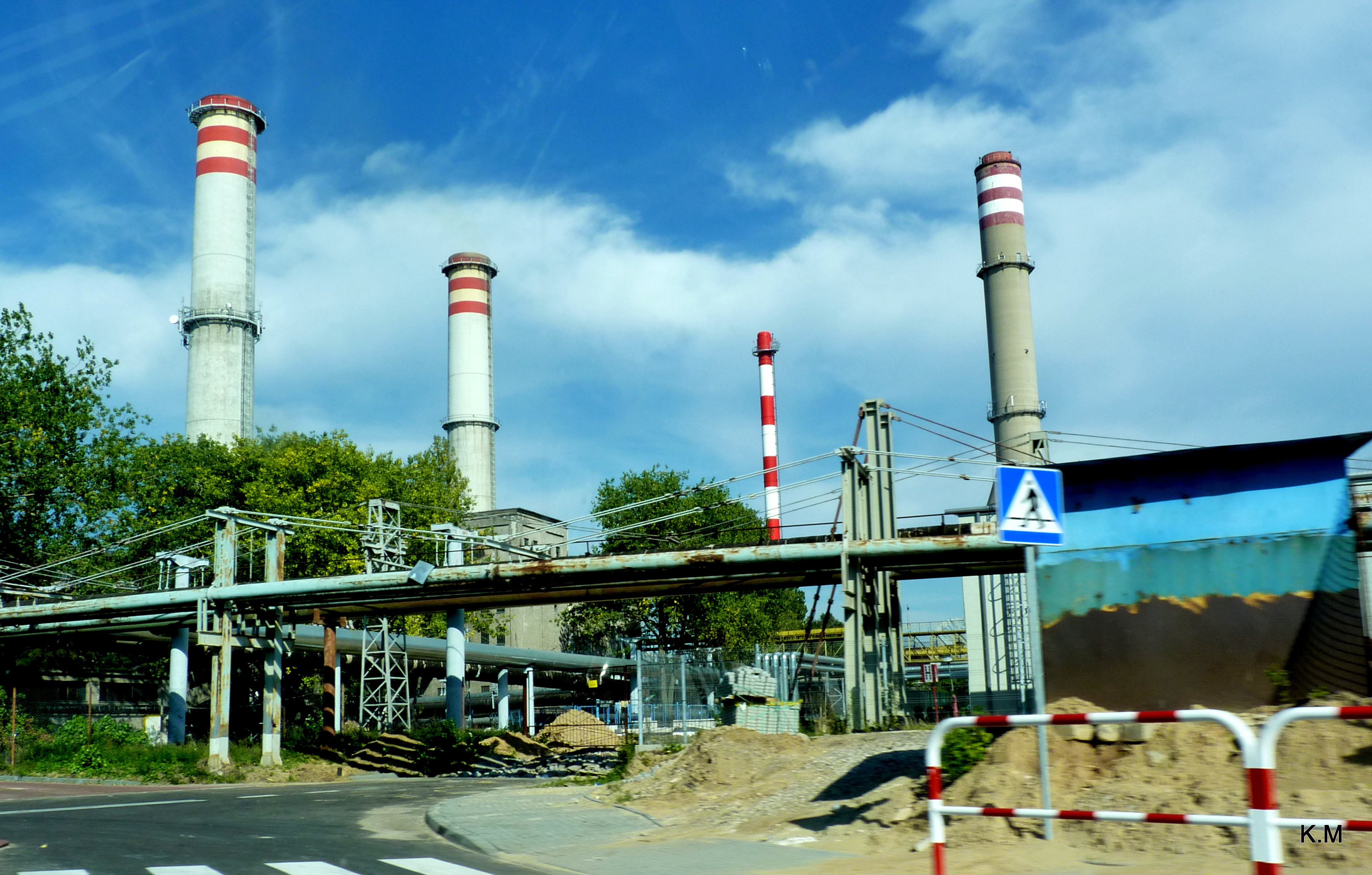
Ліворуч два димарі, до яких підключені котли першої та другої черг, праворуч – ще два димарі установок десульфуризації

У 1947-му поблизу міста Конін (у межиріччі Вісли та Варти, приблизно посередині між Лодзю та Познаню) почався видобуток бурого вугілля відкритим способом. Невдовзі для ефективного використання ресурсу вирішили звести поруч теплову електростанцію, перша черга якої потужністю 165 (за іншими даними – 193) МВт стала до ладу в 1958 – 1959 роках.  Вона мала центральну котельню із шістьох котлів ОР-130 виробництва компанії ЕКМ та чотири турбіни, постачені чеською Skoda (потужність 28 МВт) та швейцарською Escher Wyss (потужність 55 МВт). Станом на початок 2000-х тут залишались в роботі 4 модернізовані у другій половині 1980-х котли (котрі отримали номери К-83, К-84, К-85 і К-86), турбіна Skoda (агрегат №1) і турбіна Escher Wyss (агрегат №2). Крім того, в 1994-му замість турбіни №4 встановили теплофікаційну 7CK60 потужністю 65 МВт, постачену компанією Zamech із Ельблонгу. До середини 2010-х вивели з експлуатації обладнання Escher Wyss та збирались демобілізувати котли К-83 та К84.
У 1961-му стала до ладу друга черга, яка мала встановлені у центральній котельні три котли Rafako OP-230 та три конденсаційні турбіни ТК-50 потужністю по 50 МВт виробництва Zamech. Станом на початок 2000-х з її складу продовжували діяти модернізовані у 1990-х до рівня ОР-280 котли К-7 та К-8 і турбіни №5 та №6.  В 2012-му турбіну №6 відключили від парозбірника центральної котельної та з’єднали з постаченим Foster Wheeler новим котлом К-12. Він використовує технологію циркулюючого киплячого шару та спалює біомасу. Потужність нового блоку номінували на рівні 55 МВт. В березні 2020-го уклали контракт на модернізацію котла К-7 за технологією бульбашкового киплячого шару, після чого він також використовуватиме біомасу та буде з’єднаний у блок потужністю 55 МВт з турбіною №5 (при цьому як резервний варіант новому котлу нададуть здатність постачати пару для турбіни №4).
У 1964-му ввели в експлуатацію третю чергу, котра складалась із двох енергоблоків №8 та №9, обладнаних котлами Rafako OP-380 турбінами та турбінами потужністю по 120 МВт. В 2010-му цю частину станції демобілізували.
Після введення у 1964-му третьої черги потужність ТЕС досягла максимального значення в своїй історії – 583 МВт. Станом на початок 2000-х (коли на станції діяли агрегати 1, 2 та замінений 4 у складі першої черги, а також 5 та 6 з другої) електрична потужність ТЕС складала 248 МВт, крім того, вона могла постачати тепло в обсязі 477 МВт. Після модернізацій у 2010-х теплова потужність станції  зменшилась до 212 МВт. 
Для видалення продуктів згоряння на станції звели три димарі висотою по 100 метрів. Наразі один з них, який обслуговував блоки третьої черги, демонтований, проте споруджені димарі висотою 100 та 110 метрів для установок десульфуризації.
Зола транспортується до розташованого поруч озера Turkusowe (колишній вугільний кар’єр Gosławice).
Видача продукції відбувається по ЛЕП, розрахованим на роботу під напругою 220 кВ та 110 кВ.

## Система охолодження
Особливістю станції є її спільна з ТЕС Понтнув система охолодження, котра дозволила уникнути спорудження градірень. Натомість вона спирається на використання групи природних озер, до та від яких прокладені кілька каналів протяжністю майже три десятки кілометрів. Складна схема руху води дозволяє залучати до охолодження ТЕС Конін до 4 озер (а для станції Понтнув – до п’яти).